# Secundă-lumină
 Secunda-lumină este o unitate de măsură a lungimii, definită ca fiind distanța parcursă de o undă electromagnetică în vid într-o secundă. O secunda-lumină este egală cu 299.792.458 m. Această valoare este exactă, un metru definindu-se ca fiind distanța parcursă de lumină în vid în timp de 1/299.792.458 secunde. Unele distanțe astronomice sunt exprimate în secunde-lumină. Printre acestea se află distanța de la Pâmânt la Lună egală cu circa 1,282 secunde-lumină.